# فهرست شیخ‌الاسلام‌های اصفهان
نخستین بار امپراطوری عثمانی در قرن ۱۵میلادی (۹ هجری) به تقلید از کلیسای کاتولیک اروپا اقدام به تأسیس منصب شیخ الاسلام کرد. مورخین متفق القول هستند که نخستین بار سلطان محمد فاتح در ۱۴۵۱ میلادی چنین فردی را منصوب کرده‌است بتدریج این جایگاه بالا رفت تا اینکه در زمان سلطان سلیم اول به مقام مهمی در دربار تبدیل شد و در زمان سلطان سلیمان قانونی، شیخ الاسلام به یک نهاد اداری و قانونی تبدیل شد که در استانبول قرار داشت و از طریق فتواهای خود سیاستهای حکومت را پشتیبانی می‌کرد. صفویه نیز به تقلید از عثمانی منصب شیخ الاسلام را تأسیس کردند که در اصفهان مستقر شد. پس از صفویه با کمرنگ شدن نقش این مقام جای خود را به مجتهدین عام شیعه داد. برنارد لوئیس می‌نویسد: ایرانیان نمی‌دانند که با اینکار در واقع اسلام را مسیحی کرده‌اند. در دوران پادشاهان ضعیف مثل شاه طهماسب (محقق کرکی) و شاه سلیمان و شاه سلطان حسین (محمد باقر مجلسی) قدرت زیادتری می‌گرفت. تا جایی که محمد باقر مجلسی به‌طور سازمان یافته اقدام به ایجاد تغییرات عظیمی در شیعه اثنی عشری کرد قداست امامان شیعه را افزود، اهمیت گریه کردن و عزاداری را بالا برد، عقل‌گرایی را زدود و شیعه را به یک مکتب احساسی بدل کرد، خرافات زیادی را نیز وارد شیعه کرد. مجلسی ذهن عوام را ناقص می‌دانست و راه رسیدن به سعادت را حکومت فقها همراه با پادشاهان اسلامی می‌دانست
محقق کرکی (۱۵۳۱–۱۴۶۱م)(۹۴۰–۸۷۰ق) نخستین شیخ الاسلام شیعی در ۱۵۰۰ میلادی به دعوت شاه اسماعیل به ایران آمد. وی اظهار می‌داشت: برای مصلحت امت، لازم است یک عالم شیعه پیشوای مشروعی برای انجام وظایف امام غایب باشد. پس از مرگ شاه اسماعیل، محقّق کَرکی به عنوان نائب امام مهدی (ولایت مطلقه) در همهٔ شئون اقتصادی، سیاسی و دینی دولت شیعی جدید صاحب اختیار مطلق شد تا آنجا که شخص شاه طهماسب نیز نائب او به‌شمار می‌آمد و او را به مقام  شیخ الاسلامی نائل کرد. در زمان صفویان، مقام‌های مذهبی شیخ الاسلام برای همه شهرهای بزرگ منصوب شدند.
شیخ الاسلام‌ها در اصفهان زندگی می‌کردند و این منصب تا زمان انقلاب مشروطه (۱۹۰۶م-۱۲۸۵ش) یعنی تا پایان سلطنت مظفرالدین شاه برقرار بوده‌است که البته در اواخر بصورت یک سمت تشریفاتی منصوب شده توسط شاه درآمده و در عمل مردم بیشتر پیرو مجتهدین دیگر بوده‌اند. آخرین آنها علی‌اکبر شیخ‌الاسلام بود که در ۱۲۷۰ شمسی یعنی ۱۵ سال قبل از مشروطه توسط ناصرالدین شاه منصوب شده بود و پس از انقلاب مشروطه شهردار اصفهان و سپس نماینده مجلس شورای ملی شد تا اینکه در ۱۳۱۱ ش یا ۱۹۳۲ میلادی در زمان رضاشاه پهلوی درگذشت.
در دوره صفوی، شیخ‌الاسلام اصفهان عالی‌ترین مقام قضایی در کشور بود.
| فهرست شیخ‌الاسلام‌های اصفهان            |                                                           |                                                 | |                                                                                             |                     | |
| نگاره                                 | نام                                                       | لقب                                             | آغاز (قمری)                                                                                         | پایان (قمری)                                                                                | تاریخ مرگ (قمری)    | دوره |
| صفویان ۹۰۷–۱۱۴۸                       |                                                           |                                                 | |                                                                                             |                     | |
|                                       | علی بن حسین بن عبد العالی                                 | محقق کرکی                                       | |                                                                                             | ۹۴۰                 | شاه طهماسب |
|                                       | امیر معزالدین محمد بن شاه تقی الدین محمد اصفهانی          |                                                 | | ۸ سال شیخ الاسلام و صدر اعظم نیز بوده                                                       | ۹۵۲                 | شاه طهماسب |
|                                       | زین الدین علی بن احمد بن محمد بن هلال کرکی عاملی          | علی منشار عاملی                                 | |                                                                                             | ۹۸۴                 | شاه طهماسب |
|                                       | بهاءالدین محمد بن حسین عاملی                              | شیخ بهایی                                       | ۹۹۶                                                                                                 | ۱۰۳۰                                                                                        | ۱۰۳۰                | شاه عباس بزرگ |
|                                       | شیخ محمد مفتی اصفهان                                      |                                                 | جمادی‌الاول ۱۰۳۰                                                                                     |                                                                                             |                     | شاه عباس بزرگ |
|                                       | میر غیاث الدین محمد                                       | میر میران                                       | ۱۰۳۵                                                                                                | صدر نیز بوده                                                                                |                     | شاه عباس بزرگ |
|                                       | میرزا قاضی بن کاشف الدین محمد اردکانی                     | میرزا قاضی شیخ الاسلام اصفهان                   | | ۲۳ شعبان ۱۰۵۵ (عزل توسط خلیفه سلطان)                                                        | ۱۰۷۴                | شاه صفی یکم شاه عباس دوم |
|                                       | عزالدین علی نقی بن علی بن ابی العلا                       | علی نقی بن علی بن ابی العلا هاشم کمره ای شیرازی | ۲۳ شعبان ۱۰۵۵ (منصوب شده توسط خلیفه سلطان)                                                          | ۱۰۶۰                                                                                        | ۱۰۶۰                | شاه عباس دوم |
|                                       | میرزا علیرضا بن میرزا حبیب‌الله صدر                        | از خاندان خاتم‌المجتهدین                         | ۱۰۶۰ (در هنگام فوت پدرش)                                                                            | ۱۰۷۴                                                                                        | ۱۰۹۱                | شاه عباس دوم |
|                                       | سید محمد بن عبدالحسین بن ابراهیم بن شبابه حسینی بحرانی    |                                                 | در سال تألیف کتاب سلافه العصر شیخ الاسلام بود                                                       |                                                                                             |                     | شاه عباس دوم |
|                                       | محمد باقر سبزواری                                         | محقق سبزواری                                    | در شوال ۱۰۷۸، مراسم جلوس دوم و تغییر نام شاه سلیمان، شیخ الاسلام بود                                | ۱۰۹۰                                                                                        | ۱۰۹۰                | شاه عباس دوم شاه سلیمان |
|                                       | میر سید محمد معصوم بن میرزا مهدی اعتمادالله               | از خاندان خاتم‌المجتهدین                         | ۱۰۹۱ بعد از وفات عمویش (میرزا علیرضا)، شیخ الاسلام شد                                               | ۱۰۹۵                                                                                        | ۱۰۹۵                | شاه سلیمان |
|                                       | آقا حسین خوانساری                                         | آقا حسین محقق خوانساری                          | ۱۰۹۵                                                                                                | ۱۰۹۸                                                                                        | ۱۰۹۹                | شاه سلیمان |
|                                       | محمدباقر مجلسی                                            | علامه مجلسی                                     | ۱۰۹۸، حکم رسمی در ۱۱۰۶                                                                              |                                                                                             | ۲۷ رمضان ۱۱۱۰       | شاه سلیمان شاه سلطان حسین |
|                                       | جعفر بن عبدالله حویزی داماد آقا حسین خوانساری             | شیخ جعفر قاضی                                   | ۱۱۱۱، ۱ سال و نیم بعد از فوت علامه مجلسی (در طول بک سال و نیم، شیخ الاسلامی برای اصفهان منصوب نشده) | ۱۱۱۵                                                                                        | ۱۱۱۵                | شاه سلطان حسین |
|                                       | میر محمد صالح خاتون آبادی (داماد علامه مجلسی، شوهر دخترش) | از خاندان خاتون‌آبادی                            | ۱۱۱۵                                                                                                | در ۵ ربیع‌الثانی ۱۱۲۴ از منصب شیخ الاسلام معزول و در ذی الحجه ۱۱۲۵ دو مرتبه به این سمت برگشت | ۱۱۲۶                | شاه سلطان حسین |
|                                       | میر محمد باقر خاتون آبادی فرزند محمد اسماعیل              | از خاندان خاتون‌آبادی                            | در سلخ شهر ربیع‌الثانی ۱۱۲۴ شیخ الاسلام بوده                                                         | ذی الحجه ۱۱۲۵                                                                               |                     | شاه سلطان حسین |
|                                       | مولی محد حسین بن ملا شاه محمد تبریزی اصفهانی              | ملا محمد حسین ملاباشی                           | ۱۱۲۶                                                                                                | ۱۱۲۷                                                                                        |                     | شاه سلطان حسین |
|                                       | میرزا سید محمد بن میرزا محمد امین                         |                                                 | ۱۱۲۷                                                                                                |                                                                                             |                     | شاه سلطان حسین |
|                                       | شیخ عبدالله بن حاج صالح سماهیجی بحرینی                    | شیخ عبدالله سماهیجی                             | |                                                                                             | ۹ جمادی‌الثانی ۱۱۳۵  | شاه سلطان حسین |
|                                       | محمد زکی بهبهانی                                          |                                                 | |                                                                                             |                     | شاه تهماسب دوم |
|                                       | ملا محمد شفیع بن مولی فرج گیلانی                          | ملا محمد شیخ گیلانی                             | ۱۱۴۲ (پس از شکست و فرار افاغنه)                                                                     | ۱۱۴۳                                                                                        | پس از ۱۱۴۳          | شاه تهماسب دوم |
| افشاریان ۱۱۴۸–۱۱۶۳                    |                                                           |                                                 | |                                                                                             |                     | |
|                                       | میرمحمدحسین بن محمد صالح خاتون‌آبادی اصفهانی               | محمدحسین خاتون‌آبادی                             | در اواخر عمر                                                                                        |                                                                                             | ۲۲ شوال الکرم ۱۱۵۱  | |
|                                       | امیر عبدالغنی بن میر محمد معصوم بن عبدالحسین خاتون آبادی  | از خاندان خاتون‌آبادی                            | |                                                                                             | رمضان ۱۱۶۱          | |
| افشاریان ۱۱۴۸–۱۱۶۳ - زندیان ۱۱۶۳–۱۲۰۹ |                                                           |                                                 | |                                                                                             |                     | |
|                                       | محمدرحیم بن محمدجعفر سبزواری                              | از خاندان محقق سبزواری                          | ۱۱۵۱                                                                                                | ۱۱۸۱                                                                                        | ۲۱ ذی الحجه ۱۱۸۱    | نادرشاه کریم‌خان زند علیمردان خان بختیاری ابوالفتح‌خان بختیاری                                                                    |
| زندیان ۱۱۶۳–۱۲۰۹ - قاجاریان ۱۲۰۹–۱۳۴۴ |                                                           |                                                 | |                                                                                             |                     | |
|                                       | میرزا مرتضی شیخ‌الاسلام                                    | از خاندان محقق سبزواری                          | | ۱۲۲۶                                                                                        | صفر ۱۲۲۶            | کریم‌خان زند آقا محمد خان فتحعلی شاه محمدحسین خان صدر اصفهانی                                                                    |
| قاجاریان ۱۲۰۹–۱۳۴۴                    |                                                           |                                                 | |                                                                                             |                     | |
|                                       | میرزا محمد رحیم دوم                                       | از خاندان محقق سبزواری                          | ۱۲۲۶                                                                                                | ۱۲۴۹                                                                                        | نهم صفر ۱۲۴۹        | فتحعلی شاه عبدالله خان امین‌الدوله                                                                                               |
|                                       | میرزا عبدالله دوم                                         | از خاندان محقق سبزواری                          | ۱۲۴۹                                                                                                | ۱۲۹۰                                                                                        | ذی الحجه ۱۲۹۰       | محمدشاه ناصرالدین شاه خسروخان گرجی ظل السلطان                                                                                   |
|                                       | حاج میرزا محمدرحیم سوم                                    | از خاندان محقق سبزواری                          | ۱۲۹۱                                                                                                | ۱۳۰۶                                                                                        | ۱۳۰۶                | ناصرالدین شاه ظل السلطان |
|                                       | حاج میرزا محمدحسن شیخ‌الاسلام                              | از خاندان محقق سبزواری                          | ۱۳۰۶                                                                                                | ۱۳۰۹                                                                                        | ۱۷ جمادی‌الثانی ۱۳۰۹ | ناصرالدین شاه ظل السلطان |
|                                       | حاج میرزاعلی‌اکبر شیخ‌الاسلام                               | از خاندان محقق سبزواری                          | ۱۳۰۹                                                                                                | ۱۳۴۳ (دراین تاریخ شیخ الاسلام بوده)                                                         | ۲۲ ذی القعده ۱۳۵۰   | ناصرالدین شاه مظفرالدین‌شاه محمدعلی‌شاه احمدشاه رضاشاه ظل السلطان سلطان محمد خان سردار اشجع صمصام‌السلطنه غلامحسین خان سردار محتشم |

## توضیحات
- در ترتیب شیخ‌الاسلام‌ها اندک اختلافی در بین کتب و منابع مرجع وجود دارد